# لوکا آرجنترو
لوکا آرجنترو (ایتالیایی: Luca Argentero؛ زادهٔ ۱۲ آوریل ۱۹۷۸) یک بازیگر، صداپیشه، مدل و مجری تلویزیون اهل ایتالیا است.
از فیلم‌ها یا برنامه‌های تلویزیونی که وی در آن نقش داشته‌است، می‌توان به بخور، عبادت کن، عشق بورز، و تابستان می‌نامندش، سپید چون شیر، سرخ چون خون و افسران پلیس اشاره کرد.